# Бардакова Ірина Миколаївна
Ірина Миколаївна Бардакова (нар. 6 січня 1983, м. Конотоп, Сумська область) — українська акторка, викладач акторської майстерності, ведуча. Член національної спілки кінематографістів України. Зіграла близько 50 ролей в кіно і на телебаченні. Солістка та продюсер під час зйомок кліпу етнодуету «Пайташки».

### Життя та кар'єра
Народилася 6 січня 1983 року в Конотопі, Сумська області. Батько Ірини Бардаков Миколай Федорович — талановитий фізик, політичний та соціальний діяч м. Конотопу. Мати вчитель англійської мови у Політехнічному технікуму в Конотопі. Рідна сестра Бардакова Марина до 2013 року була головним архітектором м. Дебальцеве. У 2010 році Ірина вийшла заміж за Олександра Коржа. 2012 року у подружжя народився син Святослав.
Закінчила музичну школу (фортепіано), Конотопську міську гімназію, відділення з юридичним спрямуванням. Брала участь у міських (завжди 1 місце) та обласних олімпіадах з історії (2—3 місце). У 2000 році на загальноукраїнському турнірі у Севастополі команда конотопської міської гімназії посіла 3 місце (Бардакова Ірина — капітан команди).
Брала участь в усіх шкільних виставах. Переможець конкурсів читців м. Конотоп 1998, 1999, 2000 (1 місце).
У 2000 році вступає до Київського національного університету театру, кіно і ТБ імені Івана Карпенко—Карого, кінофакультет, спеціальність «диктор, ведучий телепрограм».
2004—2007 роки — асистентура-стажування, спеціальність «режисура ТБ» Київського національного університету театру, кіно і ТБ імені Івана Карпенко—Карого (кінофакультет).  
3 2000 року починає зніматись в кіно. Працює викладачем у Муніципальній академії естрадного та циркового мистецтва (2012—2018 роки). Викладацька діяльність у 2004—2007 роках — педагогічна практика на курсі «диктор, ведучий телепрограм».
З 2011 року викладає курси, тренінги, семінари з акторського мистецтва на платформі «Крузозір»
2018 року учасник actors workshop у майстерні відомого актора Європи Івана Шведова, що проходив протягом всього кінофестивалю. Заняття і фільмування відбувалося на Одеській кіностудії.
Солістка та продюсер під час зйомок кліпу етнодуету «Пайташки» з 2016 року і по цей день (станом на 5 люте 2020р). Назва гурту «Пайташки», що давньоруської означає «колежанки». В січні 2017 року зняли кліп «Ой, люлі» Транслювався на етноканалі. Етнодует «Пайташки» брав участь у програмі «Фольк мьюзик». Анастасія Комлікова — композитор гурту.
2008 рік — ведуча церемонії вручення нагород за заслуги у протидії торгівлі людьми. Дипломатична Академія.
2014 року — ведуча концерту «Con Amore Fest».
2016 — Ведуча міжнародного конкурсу «Печерські каштани» (англійська).
2019 року — ведуча «Celebritty party 20»th Century Fashion.
2024 - Член Міжнародного  Жюрі Фрібурського Кінофестивалю ( Швейцарія). 

## Фільмографія
- 2002 — «Ледарі» (Україна);
- 2004 — «Залізна сотня» (Україна) — Марічка;
- 2004 — «Легенда о Кащее, или В поисках тридесятого царства» (Росія) — Марья;
- 2004 — «Татарський триптих» (Україна) — Ліза;
- 2005 — «Братство» (Україна);
- 2006 — «Богдан-Зиновій Хмельницький» (Україна);
- 2006 — «Повернути Віру» (Україна) — Гала;
- 2006 — «Вовчиця» (Україна);
- 2006 — «Пригоди Вєрки Сердючки» (рос. Приключения Верки Сердючки) (Україна);
- 2007 — «Сердцу не прикажешь» (Україна)[22];
- 2007 — «Смерть шпіонам!» (Росія, Україна) — Рая;
- 2008 — «Богун. Адвокатські розслідування» (Україна) — Інга;
- 2008 — «Рідні люди» (Україна) — Зіна;
- 2008 — «Рука на щастя» (Росія, Україна) — Ліля;
- 2009 — «Дві сторони однієї Анни» (Україна) — Яна Завадська співробітниця у фірмі Знаменського;
- 2009 — «По закону» (Україна) — Оксана Майкина;
- 2009 — «Територія краси» (Україна);
- 2009 — «Третього не дано» (Росія, Україна) — Зося робітниця антикварного магазину;
- 2010 — «Даїшники» (Росія, Україна) — Наташа;
- 2010 — «Маршрут милосердия» (Росія) — Марина;
- 2010-2013 — «Ефросинья» (всі сезони) (Росія, Україна) — Настя;
- 2011 — «Повернення Мухтара—7», «Анжела» (11-я серія) — Ірина Юріївна Лапіна  (28-я серія);
- 2011 — Той Хто Пройшов Крізь — Вогонь (Україна) — Маргарита;
- 2012 — «Повернення Мухтара-8» — Ема;
- 2012 — «СБУ. Спецоперація» (Україна) — жінка Васильєва;
- 2014 — «Пока станица спит» (Росія, Україна) — Ніна;
- 2014 — «Швидка допомога» (Україна) — мама постраждалої дівчинки;
- 2016 — «Друге життя» (Україна) — Діана;
- 2016 — «Друге дихання» (Україна);
- 2016 — «Нити судьбы» (Україна);
- 2016 — «Раненое сердце» (Україна) — блондинка на аукціоні;
- 2016 — «Центральна лікарня» (Україна) — Галина тітка Єгора;
- 2016 — «Я з тобою» (Україна) — Наталья Загородняя мати Тані, циркова гімнастка;
- 2017 — «Дочки-мачехи» (Україна) — Ріта секретар Сергія;
- 2017 — «Ментівські війни. Одеса» (Україна) — Жанна Калисто;
- 2017 — «Підкидьок-2» (Україна);
- 2018 — «Ангеліна» (Україна) — медсестра;
- 2018 — «Східні солодощі 2» (Росія, Туреччина, Україна) — жінка брата Андрія;
- 2018 — «Маршрути долі» (Україна) — Світлана;
- 2018 — «Пес-4» (Україна) — жінка Арбузова;
- 2018 — «Путешествие к центру души» (Україна);
- 2019 — «Жива вода» (Україна);
- 2019 — «Моя ідеальна мама» (Україна);
- 2019 — «Пес-5» (Україна) — Зоя;
- 2019 — «Підкидьок» (Україна);
- 2019 — «Серце матері» (Україна) — Олена;
- 2019 — «Солнечный ноябрь» (Україна) — Анна;
- 2019 — «Укус вовчиці» (Україна);
- 2019 — «Швабра» (Україна);
- 2020 — «Зникаючі сліди» (Україна) — Алла.

## Політична та громадська діяльність
Балотувалася у депутати Броварської міської ради від команди «Голосу» на місцевих перевиборах 17 січня 2021 року.